# Minkolong
Minkolong est un village du Cameroun situé dans le département du Lom-et-Djérem et la région de l'Est, sur la route de Diang à Nika et à Nanga-Eboko. Il fait partie de la commune de Diang.

## Population
Entre 1966 et 1967, le village comptait 172 habitants, principalement des Mvele (peuple).
Lors du recensement de 2005, on y dénombrait 194 personnes.